# Leptoglanis xenognathus
Leptoglanis xenognathus és una espècie de peix de la família dels amfílids i de l'ordre dels siluriformes.

## Morfologia
- Els mascles poden assolir 7,8 cm de longitud total.
- Nombre de vèrtebres: 38-41.[1][2]

## Hàbitat
És un peix d'aigua dolça i de clima tropical.

## Distribució geogràfica
Es troba a Àfrica: conca del riu Congo.